# Stefanovits Péter
Stefanovits Péter (Budapest, 1947. szeptember 18. –) Munkácsy Mihály-díjas magyar grafikus. A Magyar Művészeti Akadémia tagja (2009). Stefanovits Pál vegyészmérnök, az MTA rendes tagja fia.

## Életpályája
Felsőfokú tanulmányokat a Képzőművészeti Főiskolán (1973-1978) folytatott. Raszler Károly és Rozanits Tibor voltak a mesterei. 1979-1982 között pályakezdését a Derkovits Gyula képzőművészeti ösztöndíj segítette. Budapesten él és alkot. 2002-ben a Képzőművészek Batthyány Körét szervezte, 2004 óta Szombathelyen a Nyugat-magyarországi Egyetem Rajz Intézeti Tanszékén tanít egyetemi docensi beosztásban. 2011. augusztus 22-i ülésén az Országgyűlés Kulturális és Sajtóbizottsága Stefanovics Péter Munkácsy-díjas festőművészt és Mezey Katalin József Attila-díjas írót választotta a Magyar Művészeti Akadémia alakuló közgyűlésének előkészítését végző szervező bizottságba.
Grafikáinak, festményeinek, installációinak művészeti stílusa magában foglalja mind a klasszikus, mind az avantgárd hagyományokat. Elekes Károly marosvásárhelyi festővel megfestette a siklódi (Sóvidék) református templomának kazettás mennyezetét, melyet 1994-ben adtak át. Majd 2001-ben szintén Elekes Károllyal szekkót festett a Gyilkos-tó partján a magyar származású ausztráliai Anthony Gall tervei nyomán újjáépített római katolikus Szent Kristóf-kápolna házba.

## Kiállításai (válogatás)

### Egyéni
- 1977 • Ferencvárosi Pincegaléria, Budapest
- 1978 • Hatvani Galéria, Hatvan
- 1980 • Lila Iskola, Budapest
- 1981 • Stúdió Galéria, Budapest
- 1985 • Mini Galéria, Budapest
- 1987 • Dürer Terem, Budapest (Tornay E. Andrással)
- 1988 • Dorottya u. Galéria, Budapest
- 1990 • Újpest Galéria, Budapest • József Attila Könyvtár, Miskolc
- 1992 • Megyei Könyvtár, Békéscsaba
- 1993 • Vigadó Galéria, Budapest
- 1994 • Játékszín • Petőfi Színház, Veszprém • Gál E. Galéria, Balassagyarmat • Városháza, Abony
- 1995 • Festett tükrök (Zsemlye Ildikóval), Erlin Galéria, Budapest
- 1996 • Tíz rajz, MOL Galéria, Szolnok • Öt betű, Merlin Galéria, Budapest • Jel-Jelkép-Örökség, MTA, Budapest
- 1997 • Szent hely, Glória Art Galéria, Budapest
- 1998 • Sorozat-Ünnep, Pest Center Galéria, Budapest
- 1999 • Tíz rajz, Petőfi Színház, Veszprém • Nő a laborban, MissionArt Galéria/1 – Budapest, Budapest • Hordozott ház (Elekes Károllyal, Anthony Gall-lal), Vigadó Galéria, Budapest
- 2000 • Szitanyomatok, Coquans kávézó • Új grafikák, Petró Galéria, Nagykanizsa • Új grafikák, Kaposfüredi Galéria, Kaposfüred
- 2001 • Magyar Kultúra Háza, Szófia
- 2002 • Beavatkozás, Dorottya Galéria, Budapest
- 2003 • Olt árok, Erlin Galéria, Budapest • Örök naptár, Szinyei Szalon, Budapest
- 2004 • Időjáték, Galéria IX, Budapest • Sokszorosítva, Várnegyed Galéria, Budapest • 20 Print, Korunk Galéria, Kolozsvár Románia
- 2005 • 33 másolat, Deák Gyűjtemény, Székesfehérvár
- 2007 • Léptékek, Keve Galéria, Ráckeve • Újdonságok, Nádor Galéria, Budapest
- 2011 • Közös tér – grafikák, digitális nyomatok, Vízivárosi Galéria, Budapest
- 2017 • Szívzörej, Műcsarnok [5]
- 2019 • AVE; B32 Galéria, Budapest;[6]

### Csoportos
- 1979 • Young Artists, Kemal Atatürk Kültür Merkezende, Isztambul
- 1985 • 40 alkotó év, Műcsarnok, Budapest • Male formi grafiki, M. Sztuki, Łódź • L'art Hongrois Contemporain, Espace Pierre Cardin, Párizs • Int. Small Art, Del Bello Gallery, Toronto
- 1987 • Male formi grafiki, M. Sztuki, Łódź
- 1988 • 11. Int. B. of Drawing Art, Moderna G., Rijeka
- 1991 • Int. Triennial of Graphic Art, Pawilon Wistawowy, Krakkó • 19. Int. B. of Graphic Art, Moderna G., Ljubljana • Első miskolci Műanyagnyúl kiállítás, Miskolci Galéria, Miskolc • Erotika a kortárs magyar grafikában, Árkád Galéria, Budapest • XVI. Országos grafikai biennále, Miskolc
- 1992 • Ungarn in der Europäischen Kunst der Gegenwart, Hessischer Landtag, Wiesbaden • XVII. Int. Exhibition of Prints, Perfectual G., Kanagawa • Játék, Missionart Galéria, Miskolc • Kisgrafikai kiállítás, Újpest Galéria, Budapest • VI. Országos Rajzbiennále, Salgótarján
- 1993 • I. Int. Miniprint B., Maribor • Exhibition of International Graphic Art, Mastricht • XVII. Országos grafikai biennále, Mikolc • Színes víz, Ernst Múzeum, Budapest • I. Országos Pasztell Biennále, Esztergom
- 1994 • Kortárs Magyar kiállítás, Kortárs Művészeti Galéria, Dunaszerdahely, Szlovákia • I. Színesnyomat kiállítás, Szekszárd • VII. Országos Rajzbiennále, Salgótarján
- 1995 • XI. Norvegian Triennale of Prints, Fredrikstadt • Vallomások a vonalról, Magyar Grafikusok Szövetsége kiállítása, Vigadó Galéria, Budapest • XVIII. Országos grafikai biennále, Miskolc • II. Országos Pasztell Biennále, Esztergom
- 1996 • Öt művész, Signal Galerie, Dortmund • Különös nyomatok, Vigadó Galéria, Budapest • Spleen, Merlin Galéria, Budapest • Hon-Lét-Fríz, Magyar Mezőgazdasági Múzeum, Budapest • Hidak '96, Pest Center Galéria, Budapest • VIII. Országos Rajzbiennále, Salgótarján
- 1997 • Pentaton, Altes Schloss, Dillingen • Fehér képek, Vigadó Galéria, Budapest • II. Színesnyomat kiállítás, Szekszárd • Hommage à Vaszary, Kuny Domonkos Múzeum, Tata
- 1998 • Grafikai körkép, Újpest Galéria, Budapest • Belső Rajz, Nádor Galéria, Budapest • XIX. Országos grafikai biennále, Miskolc • Kollázs, Vigadó Galéria, Budapest • IX. Országos Rajzbiennále, Salgótarján *2000 • Kisgrafika 2000, Vigadó Galéria, Budapest • Körképek, Vigadó Galéria, Budapest • XVII. Országos Akvarell Biennále, Eger • Tér-Rajz, Nádor Galéria, Budapest • III. Színesnyomat kiállítás, Szekszárd • IV. Országos Pasztell Biennále, Esztergom • XX. Országos grafikai biennále, Miskolci Galéria, Miskolc • X. Országos Rajzbiennále, Salgótarján
- 2001 • Feketén, fehéren, Műcsarnok, Budapest
- 2004 • ÉS-tárlat 5. – Idillek és katasztrófák, Vízivárosi Galéria, Budapest
- 2005 • "Insel der Gegenwart"
- 2006 • Individuális petroglifák konceptuális absztrahálása,[7] Godot Galéria, Budapest • „Salzburgtól Nagyszentmiklósig” – Mozart-Bartók jubileumi kortárs magyar képzőművészeti kiállítás, Csók István Galéria – Képcsarnok, Budapest
- 2008 • A Nap utcai fiúk – Szomjas György 12 játékfilmjének képeire 12 művész válaszol,[8] Forrás Galéria, Budapest
- 2011 • XIII. Állami Művészeti Díjazottak kiállítása, Magyar Alkotóművészek Háza – Olof Palme Ház, Budapest[9]

## Köztéri alkotásai
- Evangéliumi mennyezeti kazetták (festett fa, 1994, református templom, Siklód, Románia, Elekes Károllyal)
- Fríz (szekkó, 2001, Gyilkos-tó, Szent Kristóf-kápolna, Elekes Károllyal, Anthony Gall-lal)
- Festett, kazettás mennyezet (fa, akril, 1994, Siklód, református templom, Románia)

## Művei közgyűjteményekben (válogatás)
- Janus Pannonius Múzeum Modern Képtár, Pécs;
- Miskolci Galéria, Miskolc;
- Magyar Nemzeti Galéria, Budapest;
- Nógrádi Történeti Múzeum, Salgótarján;
- Városi Képtár, Győr;
- Petőfi Irodalmi Múzeum, Budapest.

## Kötetei
- Tíz + X év; magánkiadás, Bp., 2001
- Stefanovits; szerzői, Bp., 2007 + CD-ROM
- Kézikönyv a sokszorosító grafika oktatásához, 1.; NymE SEK, Bp., 2008
- Szívzörej. Rajzok, nyomatok, digitális munkák; kurátor Szurcsik József, szöveg P. Szabó Ernő, Sinkó István; Műcsarnok, Bp., 2017
- Üdvözlet az útról; Alapfy Kft., Bp., 2019
- Felülnézet. Szeged, REÖK Palota, 2022. október 15–2023. január 7.; MMA, Bp., 2022

## Társasági tagság
- Magyar Grafikusok Szövetsége;
- Magyar Vízfestők Társasága;
- Magyar Festők Társasága;
- Szinyei Merse Pál Társaság;
- Belvárosi Művészek Társasága.

## Díjak, elismerések (válogatás)
- 1986 – II., III. Országos Rajzbiennále díja, Salgótarján
- 1985 – Kosztolányi-emlékkiállítás díja, Petőfi Irodalmi Múzeum, Budapest
- 1986, 1994, 1996 – X., XIV., XV., Országos Akvarell Biennále díja, Eger
- 1989, 1996, 1998 – XV., XVIII., XIX. Országos grafikai biennále díja, Miskolc
- 1993 – I. Nemzetközi Kisgrafikai Biennále díja, Maribor
- 1995 – Munkácsy Mihály-díj
- 1997 – Hommage à Vaszary kiállítás díja, Tata
- 1998 – Magyar Festők Társaságának díja
- 2001 – Hungart-ösztöndíj
- 2002 – Az Év Grafikája Díj
- 2004 – Szalay Lajos-díj
- 2006 – Simsay Ildikó-díj
- 2011 – Érdemes művész